# Thế giới PAH

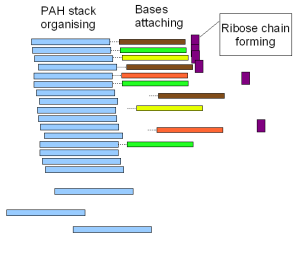
Một tập hợp PAH đang nhóm lại: PAH gắn với base; sau đó tạo chuỗi ribôzơ.

Thế giới PAH (thế giới hydrocarbon đa vòng thơm) là một giai đoạn giả định trong lịch sử phát sinh sự sống trên Trái Đất, trong đó các phân tử PAH (viết tắt từ "Polycyclic Aromatic Hydrocarbons", nghĩa là hydrocarbon thơm đa vòng) vốn có nhiều trong vũ trụ, kể cả ở các sao chổi, đã là thành phần rất quan trong trong nồi súp nguyên thủy của Trái đất sơ khai, từ đó dẫn đến thế giới RNA, rồi mới đến thế giới DNA và protein - đóng vai trò chủ yếu trong quá trình hình thành nguồn gốc sự sốn g.
Cho đến nay, giả thuyết này vẫn chưa được kiểm chứng trực tiếp.

## Tổng quan

Sơ đồ minh hoạ thí nghiệm Miller-Urey tạo ra các hợp chất hữu cơ từ một số chất vô cơ có trong điều kiện nguyên thủy của Trái đất cổ xưa.

- Vào năm 1952, thí nghiệm Miller-Urey và một số nghiên cứu khác đã chứng minh sự tổng hợp các hợp chất hữu cơ, trong đó có cả amino acid, hoàn toàn có thể xảy từ những tiền chất ban đầu là các chất vô cơ, theo con đường phi sinh học.[6][7][8]
- Năm 1961, Joan Oró phát hiện ra adenin có thể được tạo ra từ hỗn hợp acid hydrocyanic (HCN) với amonia trong nước, nghĩa là cũng theo con đường phi sinh học.[9]
- Sau đó, các thí nghiệm khác đã tiến hành cũng cho thấy con đường phi sinh học còn có thể tạo ra các nucleobase, qua các phản ứng hóa học tiền sinh học mô phỏng ở môi trường khí quyển khử (reducing atmosphere).[10]
- Giả thuyết thế giới RNA đã cho thấy làm thế nào mà RNA có thể trở thành chất xúc tác cho chính nó (ribozyme). Vậy, trước đó còn thiếu giai đoạn làm thế nào để các phân tử RNA đầu tiên có thể được hình thành. Giả định về "một thế giới PAH" của Simon Nicholas Platts đề xuất vào năm 2004 là một cố gắng điền vào giai đoạn còn thiếu này.[11] Sau đó ít lâu, một lý thuyết khoa học được xây dựng kỹ lưỡng hơn về giai đoạn này đã được nhà nữ vật lý thiên văn người Áo Pascale Ehrenfreund (Đại học Vienna) và cộng sự công bố.[12] Từ đó hình thành nên tập hợp các lý thuyết khoa học mà tiếng Anh gọi là PAH world hypothesis (giả thuyết về thế giới hydrocarbon đa vòng thơm).

## Nguồn PAH

Tinh vân Cat's Paw Nebula trong Ngân hà và nằm trong chòm Scorpius. Các khu vực màu lục là vùng bức xạ từ các ngôi sao nóng va chạm với đám mây PAH làm chúng phát huỳnh quang. (Kính thiên văn vũ trụ Spitzer, 2018).